# Muchajjam Dajr Ammar
Muchajjam Dajr Ammar (arab. ‏مخيم دير عمار‎, Muḫayyam Dayr ʿAmmār) – obóz dla uchodźców w Palestynie, w muhafazie Ramallah i Al-Bira. Według danych szacunkowych Palestyńskiego Centralnego Biura Statystycznego w 2016 roku obóz liczył 2347 mieszkańców.